# ブラック・ダリア (プロレス)
ブラック・ダリア（Black Dahlia）は、女子プロレス団体のプロレスリングWAVEで活動するヒール集団である。

## 歴史
OZアカデミーの尾崎軍（現・正危軍）でヒール修行を決行した桜花由美が、2010年12月19日のWAVE大阪大会でタッグパートナーバンビとともにJD時代の後輩に当たる対戦相手でありそれまでもタッグを組んでいた大畠美咲と試合後に共闘し、ユニット（暫定的に「桜花軍」とした）を結成することが決まる。
年が明けて尾崎軍で桜花と行動を共にする悲恋も加わりユニット始動。大畠がリーダーに就任。ユニット名を公募にかけ、2月14日に「ブラック・ダリア」に決定した。それまでは仮称として「ブラック軍団」を使用していた（ちなみにブラック軍団は1970年代後半の全日本女子プロレスにて活動した池下ユミが中心たるヒール軍団の名前であった）。
その後もメンバーを増殖させ、勢力を拡大。GAMI率いるWAVE軍などとの抗争を繰り広げている。
リングコスチュームは黒を基調としたものに統一し、エンディングでは「A・B・C・ダリア－!」で締める。
WAVEに参戦する選手に対して毎回のように勧誘をしていることでも知られている。一方で加入条件として容姿が優れていることが挙げられている。
8月7日にはWAVEを飛び出してJWP後楽園大会にて、オリジナルメンバーがザ☆WANTED!?と6人タッグで対戦した。
8月16日の新木場大会で初のブラック・ダリア主催興行を開いた。
同年開かれたWAVE初代タッグ王座決定トーナメント「DUAL SHOCK WAVE 2011」には桜花&浜田文子の「NEGRAS DAHLIA」（ブラック・ダリアのスペイン語訳）として出場した。
2012年3月、華名が中心となり「ホワイトテイルズ」が結成されると、ブラック・ダリアとホワイトテイルズの間で抗争が勃発する。
7月27日新木場大会メインでGAMIの指令で解散が懸けられたホワイトテイルズと5対5のシングル勝ち抜き戦が行われ、ブラックからは大畠美咲、チェリー、バンビ、浜田文子、桜花由美が出場。引き分けでこの時点での解散は免れたものの、大将戦で桜花がキャリアが大きく下回る飯田美花と引き分けたため、大畠と仲間割れに至り不穏な空気が流れた。GAMIからは8月7日のブラック・ダリア、8日のホワイトテイルズ興行で観客動員数が少ないほうを解散させるとした。
8月7日、2度目のブラック・ダリア興行を開いたが、メインで大畠が桜花をフォールしてシングルを要求、さらに溝は深まった。そしてホワイトテイルズに動員数で負けたため（ブラック193人、ホワイト201人）、解散となってしまった。

## メンバー
- 大畠美咲 - リーダー
- 桜花由美（プロレスリングWAVE）
- バンビ（KAIENTAI DOJO）
- チェリー（ユニオンプロレス）
- 木村響子
- A★YU★MI（栗原あゆみ扮する覆面レスラーA☆YU☆MIのブラック版）
- I★I★DA（飯田美花扮する覆面レスラーI☆I☆DAのブラック版）
- 浜田文子
- アップルみゆき
- 中森華子（JWP）
- 紫雷美央（暫定メンバー。ホワイトテイルズとの掛け持ちだったため、ホワイトテイルズが解散した場合に正式メンバーになる予定だった）

## 元メンバー
- 悲恋（センダイガールズ、引退）

## 備考
- SMASH所属当時の朱里が参戦した際にも勧誘したが、朱里本人が悩んでいる間にGAMIに激怒され、勧誘失敗に終わった。
- ディアナを解雇された野崎渚も勧誘されているが、長期欠場中のため保留とされ、復帰を目前として解散してしまった。
- 藤本つかさ（アイスリボン）もWAVE初参戦時に勧誘を受けるが拒否。その後、「Catch the WAVE」にてブラック・ダリアブロックに振り分けられた際には「鬼退治」と表現し、打倒ダリアを誓ったが、コスチュームを紫雷美央デザインの黒を基調とした専用の物に変更して出場した。
- 解散後、大畠はZABUNと契約したが、WAVE所属でない理由は「桜花と水波が居るから」とブログで記しており、ブラック・ダリアで起こった確執が後を引いている模様。その後は藤本と共闘し、翌2013年のホワイトテイルズ解散後は美央も加わり「クローズ」としてヒール活動を継続。